# Ольяненсе
«Ольяненсе» (порт. Sporting Clube Olhanense) — португальский футбольный клуб из города Ольян. Клуб основан 27 апреля 1912 года. В сезоне 2008/09 клуб занял первое место в Лиге де Онра и вышел в Лигу Сагриш. Наивысшее достижение в чемпионатах Португалии — 4-е место в сезоне 1945/46. Обладатель Кубка Португалии — 1923/24. Основными соперником клуба является команда «Портимоненсе». Домашние матчи команда проводит на стадионе «Жозе Арканжо», вмещающем 11 622 зрителя.

## Достижения
- Обладатель Кубка Португалии: 1923/24
- Финалист Кубка Португалии: 1944/45
- Победитель Лиги де Онра: 2008/09